# Mieluță Bibescu
Mielu Ion Bibescu, zis „de la București”, cunoscut mai bine prin diminutivul Mieluță (sau mai rar, drept Mielle sau Miele), este un clarinetist și saxofonist virtuoz român, de etnie romă. Se numără printre figurile importante care au determinat fuziunea jazz-ului cu muzica lăutărească într-un gen distinct, văzut ca o continuare a gypsy jazz-ului franțuzesc (experimentat prima oară în perioada interbelică de către chitaristul Jean-Baptiste „Django” Reinhardt și violonistul Stéphane Grappelli).

## Biografie
Mieluță Bibescu s-a născut pe 22 iulie 1958 în București. Începe să cânte la nunți în 1967. Urmează cursurile Liceului de Muzică Dinu Lipatti, apoi pe cele ale Conservatorului din București, secția clarinet. Devine unul dintre cei mai respectați clarinetiști din muzica lăutărească odată cu sfârșitul anilor '70. La începutul anilor '80 începe să experimenteze și să devină, de asemenea, un virtuoz al saxofonului. În 1992 formează „Gipsy Bibescu”, prima formație din România ce va amesteca jazz-ul cu muzica lăutărească. Din 1994 începe să participe în numeroase turnee, în special în Paris, acolo devenind „Mielle” Bibescu.

## Repertoriu
Repertoriul abordat de Bibescu cuprinde piese de muzică lăutărească în stil românesc (hore – există și Hora lui Mieluță, brâuri și sârbe), maghiar, grecesc, rusesc etc., interpretări în stil gypsy jazz (cu orchestrația specifică, care include acordeonul; chitara ritmică, însă, este aproape exclusiv înlocuită sau mult mai rar dublată de țambal) a unor standarde de jazz swing și latin (Fly Me to the Moon, Blue Moon, My Little Suede Shoes ș.a.), dar și a unor piese celebre din creația cultă (Humoreasca de Antonín Dvořák,, La Campanella de Franz Liszt, Nocturnă de Frédéric Chopin, chiar și Momentul muzical de Nicolae Kirculescu, redenumit Teleenciclopedia). Lor li se adaugă piese originale în manieră jazz (Samba în re major, Gypsy swing, Bossa nova, etc.) și versiuni cover de melodii evergreen (Only You de The Platters, What a Wonderful World de Louis Armstrong etc.).